# Candida (genre)
Pour les articles homonymes, voir Candida.
Genre
Candida est un genre de levures (dont l’espèce la plus importante est Candida albicans) qui est répandu dans tout le monde habité et forme normalement un commensal parfaitement toléré par l'homme sain dans la bouche, sur la peau, dans le système digestif et dans la flore vaginale, en fonction des espèces. Champignon pathogène, il provoque parfois des mycoses (candidiase ou candidose) chez les humains et d'autres animaux quand l'organisme est affaibli.

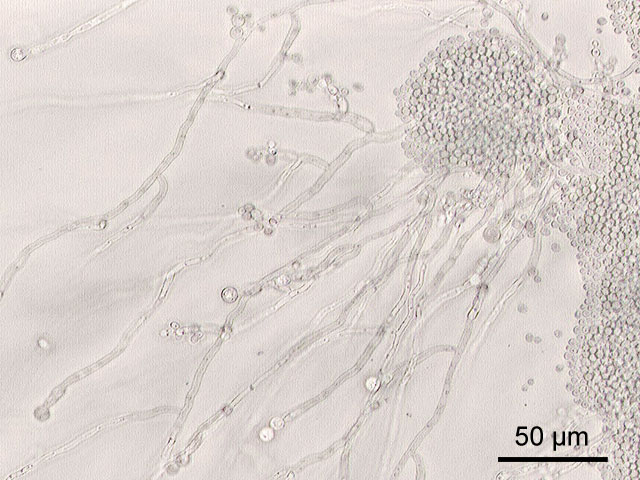
Candida albicans

Au laboratoire médical, la culture en boîte de Petri des Candida donne des colonies qui sont grandes, rondes, de couleur blanche ou crème (d'où le choix par Christine Marie Berkhout du terme latin candidus qui signifie « blanc brillant »). C'est un champignon unicellulaire qui se trouve dans le tube digestif et dans la bouche de la plupart des humains. Il ne provoque cependant aucune pathologie chez les individus ayant un système immunitaire normal.
Il peut se trouver sous plusieurs formes : levure, pseudohyphe ou hyphe.
Les espèces de Candida peuvent provoquer des infections assez bénignes, comme le muguet buccal chez l'enfant ou la candidose vulvo-vaginale chez la femme. Chez les patients dont le système immunitaire est affaibli, par exemple les patients recevant une chimiothérapie contre le cancer ou les patients atteint par le SIDA, les Candida peuvent provoquer des infections plus graves, comme des septicémies ou des candidoses digestives.
Dans l'immense majorité des cas pathologiques, c'est Candida albicans qui est en cause, mais sont également importants : Candida pseudotropicalis, cosmopolite comme le premier, Candida tropicalis plus fréquemment à l'origine des candidoses des zones intertropicales chaudes et humides, Candida parapsilosis et Candida guillermondii.

## Morphologie
Dans les prélèvements pathologiques, les Candida se présentent toujours comme de petites levures rondes ou ovalaires de 2 à 4 µm, bourgeonnantes, souvent accompagnées de filaments mycéliens ou pseudo-mycéliens.

En culture sur milieu de Sabouraud, on obtient en 24 ou 48 heures des colonies blanches, crémeuses, brillantes, ne contenant que la forme levure ; sur milieu P.C.B. ou R.A.T., on obtient du pseudo-mycélium, et, pour C. albicans, des chlamydospores.

## Génétique
Candida est l'une des variantes du code génétique (avec la mitochondrie) c'est-à-dire que l'universalité du code génétique ne s'applique pas pour cette levure.

## Biologie
Les candida se multiplient activement en milieu nettement acide, de pH 2 à pH 6, mais peuvent survivre jusqu'à pH 9.[réf. nécessaire]
C. albicans est un saprophyte strict des muqueuses intestinales et vaginales (la peau n'est pas son habitat naturel, sa présence est donc associée à un risque plus élevé de contamination) ; dans toute autre localisation, il est considéré comme pathogène. Il ne le deviendra dans le tube digestif que s'il a l'occasion de proliférer.
En temps habituel, les levures sont maintenues en vie ralentie par la présence de salive abondante, d'une flore saprophyte intacte sur toutes les muqueuses digestives, de défenses organiques efficaces dans un organisme sain.
Autrefois, seule une déficience des défenses organiques (prématurés, vieillards) ou une tare physiologique (diabète, maladies chroniques…) venaient modifier cet équilibre et s'accompagnaient d'une candidose dont la gravité dépendait du trouble causal qui se limitait généralement au traditionnel muguet. Il était alors classique de dire : « on ne meurt pas du muguet, on meurt avec le muguet. »
Au XXIe siècle, les personnes peuvent encore faire des infections, parfois mortelles, à Candida. Elles se développent souvent sur un terrain immunodéprimé, et sont d'origine infectieuse (SIDA...) ou iatrogènes, provoquées par l'emploi de certaines thérapeutiques :
- l'utilisation des corticoïdes et des immunodépresseurs, en abaissant la défense immunitaire, a permis le développement des formes les plus graves : septicémies à Candida, candidose viscérale, granulome moniliasique, naguère très exceptionnels ;
- les antibiotiques créent un déséquilibre en détruisant la flore antagoniste, ce qui favorise donc les Candida ;
- la grande diffusion des œstroprogestatifs de synthèse, en modifiant de manière permanente l'acidité vaginale, a banalisé la candidose vulvo-vaginale.

En plus de la prolifération des souches traditionnellement pathogènes (C. albicans, C. tropicalis…), il y a apparition d'une pathogénicité certaine chez des Candida réputés non pathogènes. Candida albicans demeure cependant à la fois le plus fréquemment rencontré et le plus régulièrement pathogène.

## Liste des espèces
Outre Candida albicans, qui est un constituant normal des microbiotes humains cutané, gastrointestinal et urogénital, différentes espèces de Candida peuvent être responsables d'infections appelées candidémies. On observe une incidence croissante d'infections causées par C. glabrata et C. rugosa, vraisemblablement du fait d'une moindre sensibilité au groupe des azoles, l'antifongique actuellement utilisé. Parmi les pathogènes les plus importants, se trouvent C. parapsilosis, C. tropicalis, C. dubliniensis (en) et plus récemment C. auris.
Selon MycoBank (23 novembre 2023) :
- C. aaseri Dietrichson ex Uden & Buckley, 1970
- C. abietophila Kurtzman, 2006
- C. accraensis (Macfie & Ingram) Basgal, 1931
- C. acuta Goto, 1979
- C. adriatica Čadež et al., 2012
- C. africana Tietz et al., 2001
- C. aglyptinia Suh et al., 2006
- C. agrestis Goto & Oguri, 1983
- C. akabanensis Nakase et al., 1994
- C. alai Suh et al., 2008
- C. alba (Queyrat & Laroche) Almeida, 1933
- C. albicans (Robin) Berkhout, 1923
- C. albomarginata (Geiger) Windisch, 1953
- C. alcolica Urakami
- C. alcophila Matsumoto & Sato, 1975
- C. aldoi (Pereira) Castell. & Jacono, 1933
- C. alimentaria Knutsen & Sm., 2007
- C. allociferrii Ueda-Nishim. & Mikata, 2002
- C. alocasiicola Bai & Wang, 2008
- C. amapae Morais et al., 1995
- C. amazonensis Cadete et al., 2012
- C. ambrosiae Kurtzman, 2001
- C. amidovorans Balloni et al., 1987
- C. amphicis Suh et al., 2005
- C. amylolenta Van der Walt et al., 1972
- C. anatomiae (Zwillenb.) Mey. & Yarrow, 1978
- C. ancudensis Ramírez & González, 1984
- C. anglica Kurtzman et al., 2001
- C. anneliseae Suh & Blackw., 2004
- C. anomala Ramírez, 1957
- C. antarctica (Goto et al.) Kurtzman et al., 1983
- C. antillancae Ramírez & González, 1984
- C. anutae Babeva et al., 2000
- C. apicola (Hajsig) Mey. & Yarrow, 1978
- C. apis (Lavie ex Uden & Vidal-Leir.) Mey. & Yarrow, 1978
- C. aquae-textoris Vallini et al., 1997
- C. aquatica Jones & Slooff, 1966
- Candida arabinofermentans Kurtzman & Dien, 1998
- Candida arcana S.O. Suh & M. Blackw., 2005
- Candida argentea S.L. Holland, S.V. Avery & P.S. Dyer, 2011
- Candida ascalaphidarum N.H. Nguyen, S.O. Suh & M. Blackw., 2008
- Candida asparagi F.Y. Bai & H.Z. Lu, 2004
- Candida atakaporum S.O. Suh & M. Blackw., 2004
- Candida atbi S.O. Suh, N.H. Nguyen & M. Blackw., 2006
- Candida athensensis S.O. Suh & M. Blackw., 2004
- Candida atlantica (Siepmann) S.A. Mey. & Simione, 1998
- Candida atmosphaerica Santa María, 1958
- Candida auriculariae (Nakase) S.A. Mey. & Yarrow, 1978
- Candida auringiensis Santa María, 1978
- Candida auris Satoh & Makimura, 2009
- Candida aurita A.V. Polyakova & I.Yu. Chernov, 2002
- Candida aurita A.V. Polyak. & Chernov, 2002
- Candida australis Goto, Sugiy. & Iizuka, 1969
- Candida austromarina (Fell & I.L. Hunter) S.A. Mey. & Yarrow, 1978
- Candida azyma (Van der Walt, Johannsen & Yarrow) S.A. Mey. & Yarrow, 1978
- Candida azymoides C.A. Rosa, Morais, Lachance & R.C. Trindade, 2006
- Candida bacarum (Buhagiar) S.A. Mey. & Yarrow, 1978
- Candida balzeri (Gougerot & Burnier) F.P. Almeida, 1933
- Candida bambusicola Nakase, Jindam., Am-In & Limtong, 2011
- Candida barrocoloradensis S.O. Suh, N.H. Nguyen & M. Blackw., 2006
- Candida batistae C.A. Rosa, R.P. Martins, E.M. Viana, Antonini & Lachance, 1999
- Candida beechii H.R. Buckley & Uden, 1968
- Candida beijingensis J.Z. Yue, 1984
- Candida benhamiae E.K. Novák & Vitéz, 1964
- Candida bentonensis Kurtzman, 2005
- Candida berkhoutiae Nakase, Jindam., Am-in, C.F. Lee & Limtong, 2011
- Candida berolinensis H.-J. Tietz et al.
- Candida bertae C. Ramírez & A.E. González, 1984
- Candida berthetii Boidin, Pignal, Mermiér & Arpin, 1963
- Candida bethaliensis (Pijper) C.W. Dodge, 1935
- Candida beverwijkiae E.K. Novák & Vitéz, 1964
- Candida biliaria Bat. & J.S. Silveira, 1959
- Candida bimundalis Wick. & Santa María, 1965
- Candida bituminiphila V. Robert, B. Bonjean, Karutz, Paschold, W. Peeters & Wubbolts, 2001
- Candida blackwelliae F.Y. Bai & Z.H. Ji, 2009
- Candida blancii Catanei, 1944
- Candida blankii H.R. Buckley & Uden, 1968
- Candida blattae N.H. Nguyen, S.O. Suh & M. Blackw., 2008
- Candida blattariae S.O. Suh, N.H. Nguyen & M. Blackw., 2005
- Candida bogoriensis Deinema, 1961
- Candida bohioensis S.O. Suh, N.H. Nguyen & M. Blackw., 2008
- Candida boidinii C. Ramírez, 1953
- Candida bokatorum S.O. Suh & M. Blackw., 2004
- Candida boleticola Nakase, 1971
- Candida bolitotheri S.O. Suh & M. Blackw., 2004
- Candida bombi Montrocher, 1967
- Candida bombicola (J.F.T. Spencer, Gorin & A.P. Tulloch) S.A. Mey. & Yarrow, 1978
- Candida bombiphila Brysch-Herzb. & Lachance, 2004
- Candida bondarzewiae C. Ramírez & A.E. González, 1984
- Candida bonordenii (Vuill.) Basgal, 1931
- Candida boreocaroliniensis Kurtzman, 2007
- Candida bovina Uden & Carmo Souza, 1957
- Candida bracarensis A. Correia, P. Samp., S.A. James & C. Pais, 2006
- Candida brasiliensis (O. Magalh.) Basgal, 1931
- Candida brassicae Y. Amano, Goto & Kagami, 1975
- Candida breve Berkhout, 1923
- Candida bribrorum S.O. Suh & M. Blackw., 2004
- Candida broadrunensis S.O. Suh & J.J. Zhou, 2013
- Candida bromeliacearum Ruivo, Pagnocca, Lachance & C.A. Rosa, 2005
- Candida bronchialis (Castell.) Basgal, 1931
- Candida brumptii (Langeron & Guerra) Langeron & Guerra, 1938
- Candida buenavistaensis S.O. Suh, N.H. Nguyen & M. Blackw., 2008
- Candida buffonii (C. Ramírez) Uden & H.R. Buckley, 1983
- Candida buinensis Soneda & S. Uchida, 1971
- Candida butantanensis (M.R.M. Gomes) Langeron & Talice, 1932
- Candida butyri Nakase, 1971
- Candida cabralensis Flórez, Belloch, Álvarez-Martín, Querol & Mayo, 2010
- Candida cacao H.R. Buckley & Uden, 1968
- Candida californica (Mrak & McClung ex H.W. Anderson & C.E. Skinner) F.Y. Bai, Z.W. Wu & V. Robert, 2006
- Candida canberraensis Kurtzman, 2001
- Candida cantarellii (Van der Walt & Van Kerken) S.A. Mey. & Yarrow, 1978
- Candida capsuligena (Van der Walt & Kerken) Uden & H.R. Buckley, 1970
- Candida cariosilignicola J.D. Lee & Komag., 1980
- Candida carpophila (Phaff & M.W. Mill.) Vaughan-Mart., Kurtzman, S.A. Mey. & E.B. O'Neill, 2005
- Candida carvajalis James et al., 2009[7]
- Candida caryicola Kurtzman, 2001
- Candida caseinolytica Phaff, Starmer, Lachance & Ganter, 1994
- Candida castellanii Uden & Assis-Lopes, 1953
- Candida castellii (Capr.) S.A. Mey. & Yarrow, 1978
- Candida castrensis C. Ramírez & A.E. González, 1984
- Candida catenulata Diddens & Lodder, 1942
- Candida cellae Pimentel, Lachance & C.A. Rosa, 2005
- Candida cellulolytica Nakase, M. Suzuki, M. Takash., Hamam., Hatano & Kukui, 1994
- Candida cellulosicola F.Y. Bai & X.Y. Guo, 2011
- Candida cerambycidarum S.O. Suh, N.H. Nguyen & M. Blackw., 2005
- Candida cetoniae Gouliam., R.A. Dimitrov, M.T. Sm., M. Groenew. & Boekhout, 2015
- Candida chalmersii (Castell.) Basgal, 1931
- Candida chauliodis N.H. Nguyen, S.O. Suh & M. Blackw., 2008
- Candida chevalieri (Guillierm.) Westerd., 1933
- Candida chickasaworum S.O. Suh & M. Blackw., 2004
- Candida chilensis Grinb. & Yarrow, 1970
- Candida chiropterorum Grose & Marink., 1968
- Candida choctaworum S.O. Suh & M. Blackw., 2004
- Candida chodatii (Nechitsche) Berkhout, 1923
- Candida chrysomelidarum N.H. Nguyen, S.O. Suh, Erbil & M. Blackw., 2006
- Candida cidri Kurtzman, Robnett & Yarrow, 2001
- Candida ciferrii Kreger-van Rij, 1965
- Candida citrea Nakase, 1971
- Candida citri M. Sipiczki, 2011
- Candida citrica C. Ramírez, 1984
- Candida citrica T. Furuk. et al. ex C. Ramírez, 1977
- Candida claussenii Lodder & Kreger, 1952
- Candida cloacae Komag., Nakase & Katsuya, 1964
- Candida coipomensis C. Ramírez & A.E. González, 1984
- Candida coleopterorum F.L. Hui & X.J. Liu, 2016
- Candida colliculosa (M. Hartmann) S.A. Mey. & Yarrow, 1978
- Candida conglobata (Redaelli) Uden & H.R. Buckley, 1960
- Candida corniculata Kuraishi, 1958
- Candida corydali N.H. Nguyen, S.O. Suh & M. Blackw., 2008
- Candida cretensis Middelhoven & Kurtzman, 2007
- Candida curiosa Komag. & Nakase, 1965
- Candida curvata (Diddens & Lodder) Lodder & Kreger-van Rij, 1952
- Candida cylindracea Koichi Yamada & Machida ex S.A. Mey. & Yarrow, 1998
- Candida cylindracea Koichi Yamada & Machida, 1962
- Candida danieliae M. Groenew., V. Robert & M.T. Sm., 2011
- Candida dattila (Kluyver) S.A. Mey. & Yarrow, 1978
- Candida davenportii Stratford, C.J. Bond, S.A. James, I.N. Roberts & Steels, 2002
- Candida deformans (Zach) Langeron & Guerra, 1938
- Candida delhiana Mukerji & M. Khanna, 1983
- Candida dendrica (Van der Walt, Klift & D.B. Scott) S.A. Mey. & Yarrow, 1978
- Candida dendronema Van der Walt, Klift & D.B. Scott, 1971
- Candida derodonti S.O. Suh & M. Blackw., 2005
- Candida deserticola Phaff, Starmer, Tredick & M. Miranda, 1985
- Candida diddensiae (Phaff, Mrak & O.B. Williams) Fell & S.A. Mey., 1967
- Candida diffluens Ruinen, 1963
- Candida digboiensis G.S. Prasad, Mayilraj, Sood & Ban. Lal, 2005
- Candida diospyri F.Y. Bai & H.Z. Lu, 2004
- Candida diversa Y. Ohara, Nonom. & Yunome ex Uden & H.R. Buckley, 1970
- Candida domercqiae (Van der Walt & Kerken) S.A. Mey. & Yarrow, 1978
- Candida dosseyi N.H. Nguyen, S.O. Suh & M. Blackw., 2008
- Candida drimydis C. Ramírez & A.E. González, 1984
- Candida drosophilae Lachance, C.A. Rosa, Starmer, Schlag-Edl., J.S.F. Barker & J.M. Bowles, 1998
- Candida dubliniensis D.J. Sullivan, Western., K.A. Haynes, Dés.E. Benn. & D.C. Coleman, 1995
- Candida dulciaminis Tokuoka, Ishit., Goto & Komag., 1987
- Candida duobushaemuli Cend.-Bueno, Kolecka, Alastr.-Izq., Gómez-López, Cuenc.-Estr. & Boekhout, 2012
- Candida ecuadorensis S.A. James, 2012
- Candida edax Van der Walt & E.E. Nel, 1968
- Candida elateridarum S.O. Suh & M. Blackw., 2004
- Candida ellipsoidea (Fox) Cif. & Redaelli, 1929
- Candida emberorum S.O. Suh & M. Blackw., 2004
- Candida endomychidarum S.O. Suh, N.H. Nguyen & M. Blackw., 2005
- Candida enterica (Castell.) F.P. Almeida, 1933
- Candida entomaea Van der Walt, D.B. Scott & Klift, 1972
- Candida entomophila D.B. Scott, Van der Walt & Klift, 1971
- Candida eppingiae M. Groenew., V. Robert & M.T. Sm., 2011
- Candida eremophila Phaff, Starmer & Tredick, 1987
- Candida ergatensis Santa María, 1971
- Candida ernobii (Lodder & Kreger) S.A. Mey. & Yarrow, 1978
- Candida etchellsii (Lodder & Kreger-van Rij) S.A. Mey. & Yarrow, 1978
- Candida ethanolica Rybárová, Stros & Kock.-Krat., 1980
- Candida euphorbiae Van der Walt & A. Opperman, 1983
- Candida euphorbiiphila Van der Walt, 1982
- Candida ezoensis Nakase, Imanishi, Am-in & Jindam., 2011
- Candida fabianii K. Kodama, Kyono, Iida & Onoyama, 1964
- Candida famata (F.C. Harrison) S.A. Mey. & Yarrow, 1978
- Candida favrei (M. Ota) F.P. Almeida, 1933
- Candida fennica (Sonck & Yarrow) S.A. Mey. & Ahearn, 1983
- Candida fermentati (Saito) F.Y. Bai, 1996
- Candida fermenticarens Van der Walt, 1978
- Candida fibrae Nakase, 1971
- Candida fimetaria Soneda, 1959
- Candida flavificans Nakase, 1975
- Candida floccosa G. Péter, Dlauchy & Tornai-Leh., 2006
- Candida floricola Tokuoka, Ishit., Goto & Komag., 1987
- Candida floridensis Kurtzman, 2007
- Candida floris C.A. Rosa, Pagnocca & Lachance, 2007
- Candida flosculorum C.A. Rosa, Pagnocca, Lachance, Ruivo & A.O. Medeiros, 2007
- Candida fluviatilis L.R. Hedrick, 1976
- Candida foliorum Ruinen, 1963
- Candida fragaria (J.A. Barnett & Buhagiar) S.A. Mey. & Yarrow, 1978
- Candida fragariorum
- Candida fragi M. Suzuki, Nakase & Fukaz., 1991
- Candida fragicola Nakase, 1971
- Candida freyschussii H.R. Buckley & Uden, 1968
- Candida friedrichii Uden & Windisch, 1968
- Candida frigida Di Menna, 1966
- Candida frijolesensis S.O. Suh, N.H. Nguyen & M. Blackw., 2008
- Candida fructus (Nakase) S.A. Mey. & Yarrow, 1978
- Candida fujisanensis (Soneda) S.A. Mey. & Yarrow, 1978
- Candida fukazawae Nakase, M. Suzuki, Sugita, S.O. Suh & Komag., 1999
- Candida fukuyamaensis Nakase, M. Suzuki, M. Takash. & Hamam., 1994
- Candida fungicola Nakase, M. Suzuki, Sugita, S.O. Suh & Komag., 1999
- Candida funiuensis F.L. Hui, Y. Wang, Y.C. Ren, Z.T. Zhang, F.H. Wu & T. Ke, 2015
- Candida fusiformata Buhagiar, 1979
- Candida galacta (Golubev & Babeva) F.L. Lee, C.F. Lee, S. Okada, W.H. Hsu, Uchimura, Komag. & Kozaki, 1993
- Candida galli G. Péter, Dlauchy, Vasdinyei, Tornai-Leh. & T. Deák, 2004
- Candida gatunensis S.O. Suh, N.H. Nguyen & M. Blackw., 2006
- Candida gelida Di Menna, 1966
- Candida gelsemii Lachance, 2007
- Candida genitalis Bat. & J.S. Silveira, 1962
- Candida geochares (Van der Walt, Johannsen & Yarrow) S.A. Mey. & Yarrow, 1978
- Candida germanica Kurtzman, Robnett & Yarrow, 2001
- Candida ghanaensis Kurtzman, 2001
- Candida ghoshii K.K. Mitra, 1957
- Candida gigantensis S.O. Suh, N.H. Nguyen & M. Blackw., 2008
- Candida glabrata (H.W. Anderson) S.A. Mey. & Yarrow, 1978
- Candida glaebosa Komag. & Nakase, 1965
- Candida globosa Yarrow & S.A. Mey., 1978
- Candida glucosophila Tokuoka, Ishit., Goto & Komag., 1987
- Candida golubevii Rosa, Jindam., Limtong, Nakase, Pagnocca & Lachance, 2010
- Candida gorgasii S.O. Suh, N.H. Nguyen & M. Blackw., 2005
- Candida gotoi Nakase & M. Suzuki, 1997
- Candida graminis Rodr. Mir. & H.G. Diem, 1974
- Candida grinbergsii Kurtzman, 2007
- Candida gropengiesseri (F.C. Harrison) S.A. Mey. & Yarrow, 1978
- Candida guaymorum S.O. Suh & M. Blackw., 2004
- Candida guilliermondii (Castell.) Langeron & Guerra, 1938
- Candida haemuli (Uden & Kolip.) S.A. Mey. & Yarrow, 1978
- Candida hainanensis F.Y. Bai & S.A. Wang, 2008
- Candida halmiae D.S. Nielsen, M. Jakobsen & Jespersen, 2010
- Candida halonitratophila (Onishi ex Uden & Vidal-Leir.) S.A. Mey. & Yarrow, 1978
- Candida halophila Yarrow & S.A. Mey., 1978
- Candida hasagawae Nakase, Jindam., Limtong, Am-in & Imanishi, 2007
- Candida hawaiiana Lachance, J.M. Bowles & Starmer, 2003
- Candida heliconiae Ruivo, Pagnocca, Lachance & C.A. Rosa, 2005
- Candida hellenica (Verona & Picci) D.S. King & S.C. Jong, 1977
- Candida heveanensis (Groen.) Diddens & Lodder, 1942
- Candida heveicola F.Y. Bai & S.A. Wang, 2008
- Candida hinoensis H. Iwasaki & Goto, 1987
- Candida hispaniensis Kurtzman, 2005
- Candida hollandica Knutsen, V. Robert & M.T. Sm., 2007
- Candida holmii (A. Jörg.) S.A. Mey. & Yarrow, 1978
- Candida homilentoma Van der Walt & Nakase, 1973
- Candida hordei Rodr. Mir. & H.G. Diem, 1974
- Candida huempii C. Ramírez & A.E. González, 1984
- Candida humicola (Dasz.) Diddens & Lodder, 1942
- Candida humilis (E.E. Nel & Van der Walt) S.A. Mey. & Yarrow, 1978
- Candida hungarica G. Péter, Tornai-Leh., Fülöp & Dlauchy, 2003
- Candida hyderabadensis R.Sreen. Rao, Bhadra, N.N. Kumar & Shivaji, 2007
- Candida hylophila Van der Walt, D.B. Scott & Klift, 1971
- Candida iberica C. Ramírez & A.E. González, 1972
- Candida incommunis Y. Ohara, Nonom. & M. Yamaz., 1965
- Candida inconspicua (Lodder & Kreger) S.A. Mey. & Yarrow, 1978
- Candida infanticola Kurtzman, 2007
- Candida ingeniosa (Di Menna) S.A. Mey. & Yarrow, 1978
- Candida ingens Van der Walt & Kerken, 1961
- Candida inositophila Nakase, 1975
- Candida insectalens (D.B. Scott, van der Walt & Klift) S.A. Mey. & Yarrow, 1978
- Candida insectamans D.B. Scott, Van der Walt & Klift, 1972
- Candida insectorum D.B. Scott, Van der Walt & Klift, 1972
- Candida insectosa (Kurtzman) Kurtzman, 2010
- Candida insolita Redaelli, 1930
- Candida intermedia (Cif. & Ashford) Langeron & Guerra, 1938
- Candida intestinalis Bat. & J.S. Silveira, 1959
- Candida inulinophila Nakase, Jindam., Am-in & Limtong, 2011
- Candida ipomoeae Lachance, C.A. Rosa, Starmer & J.M. Bowles, 1998
- Candida ishiwadae Sugiy. & Goto, 1969
- Candida jalapaonensis C.A. Rosa, P.B. Morais, Lachance & Pimenta, 2009
- Candida japonica Diddens & Lodder, 1942
- Candida javanica (Went & Prins. Geerl.) Berkhout, 1923
- Candida jeffriesii N.H. Nguyen, S.O. Suh & M. Blackw., 2006
- Candida jiufengensis F.Y. Bai & Z.H. Ji, 2009
- Candida kanchanaburiensis Nakase, Jindam., Ninomiya, Imanishi, H. Kawas. & Potach., 2008
- Candida kantuleensis Nitiyon, Khunnamw., Lertwatt. & Limtong, 2018
- Candida kashinagicola Endoh, M. Suzuki, Benno & Futai, 2008
- Candida kazuoi Nakase, Jindam., Limtong, Am-in & Imanishi, 2007
- Candida kefyr (Beij.) Uden & H.R. Buckley ex S.A. Mey. & Ahearn, 1983
- Candida keroseneae Buddie, Bridge, J. Kelley & M.J. Ryan, 2011
- Candida kestonii (Scarr & D. Rose) S.A. Mey. & Yarrow, 1978
- Candida khao-thaluensis M. Groenew., M.T. Sm. & V. Robert, 2011
- Candida kipukae Lachance, J.M. Bowles & Starmer, 2003
- Candida kochii (Wettst.) Basgal, 1931
- Candida krissii Goto & Iizuka, 1974
- Candida kruisii (Kock.-Krat. & Ondrush.) S.A. Mey. & Yarrow, 1978
- Candida krusei (Castell.) Berkhout, 1923
- Candida kunorum S.O. Suh & M. Blackw., 2004
- Candida kunwiensis S.G. Hong, Bae, M. Herzberg, Titze & Lachance, 2003
- Candida kuoi Kurtzman, 2012
- Candida labiduridarum S.O. Suh, N.H. Nguyen & M. Blackw., 2008
- Candida lactativora (Fell & Phaff) Golubev, 1977
- Candida lactis-condensi (B.W. Hammer) S.A. Mey. & Yarrow, 1978
- Candida lactosa Dwidjos., 1970
- Candida lambica (Lindner & Genoud) Uden & H.R. Buckley, 1983
- Candida langeronii Dietrichson ex Uden & H.R. Buckley, 1970
- Candida laoshanensis F.L. Li & S.A. Wang, 2010
- Candida lassenensis Kurtzman, 1999
- Candida laureliae C. Ramírez & A.E. González, 1984
- Candida leandrae Ruivo, Pagnocca, Lachance & C.A. Rosa, 2004
- Candida lessepsii S.O. Suh, N.H. Nguyen & M. Blackw., 2005
- Candida lignohabitans Kurtzman, 2007
- Candida lignophila I. Dill, C. Ramírez & A.E. González, 1984
- Candida lignosa (Kurtzman) Kurtzman, 2010
- Candida linzhiensis F.Y. Bai & Z.W. Wu, 2006
- Candida lipolytica (F.C. Harrison) Diddens & Lodder, 1942
- Candida lipophila Lachance, C.A. Rosa, Starmer, Schlag-Edl., J.S.F. Barker & J.M. Bowles, 1998
- Candida litseae Kurtzman, 2001
- Candida llanquihuensis C. Ramírez & A.E. González, 1984
- Candida lobata Bat. & J.S. Silveira, 1959
- Candida lodderae Kumbh., 1981
- Candida lodderi Langeron & Guerra, 1938
- Candida londinensis (Castell. & Chalm.) Cif., 1960
- Candida lundiana Saks., M. Suzuki, Lumyong, Ohkuma & Chantaw., 2012
- Candida lusitaniae Uden & Carmo Souza, 1959
- Candida lycoperdinae S.O. Suh, N.H. Nguyen & M. Blackw., 2006
- Candida lynferdii Van der Walt & Johannsen, 1975
- Candida lyxosophila Van der Walt, N.P. Ferreira & Steyn, 1987
- Candida macedoniensis (Castell. & Chalm.) Berkhout, 1923
- Candida macroglossiae (Castell.) Castell., 1933
- Candida magaii
- Candida magnifica Verona, 1998
- Candida magnoliae (Lodder & Kreger) S.A. Mey. & Yarrow, 1978
- Candida majoricensis Genestar, 1956
- Candida maltosa Komag., Nakase & Katsuya, 1964
- Candida mamillae Goto, 1979
- Candida manassasensis S.O. Suh & J.J. Zhou, 2013
- Candida mannitofaciens (Onishi & Tom. Suzuki) S.A. Mey. & Yarrow, 1978
- Candida margitis F.L. Hui & X.J. Liu, 2016
- Candida marilandica Kurtzman, 2007
- Candida marina Uden & Zobell, 1962
- Candida marionensis Kurtzman, 2007
- Candida maris (Uden & Zobell) S.A. Mey. & Yarrow, 1978
- Candida maritima (Siepmann) Uden & H.R. Buckley, 1983
- Candida materiae A.C. Barbosa, R.M. Cadete, F.C.O. Gomes, Lachance & Rosa, 2009
- Candida maxii S.O. Suh & M. Blackw., 2004
- Candida melibiosi Lodder & Kreger, 1952
- Candida melibiosica H.R. Buckley & Uden, 1968
- Candida melibiosophila Golubev, 1981
- Candida melinii Diddens & Lodder, 1942
- Candida membranifaciens (Lodder & Kreger) Wick. & K.A. Burton, 1954
- Candida mengyuniae Jian He & Bo Chen, 2009
- Candida mesenterica (A. Geiger) Diddens & Lodder, 1942
- Candida metalondinensis (Castell. & Chalm.) Basgal, 1931
- Candida metapsilosis Tavanti, A. Davidson, Gow, M. Maiden & Odds, 2005
- Candida methanolica Oki & Kounu, 1972
- Candida methanolophaga Kumam. & M. Yamam., 1987
- Candida methanolovescens (Oki & Kounu) S.A. Mey. & Yarrow, 1978
- Candida methanosorbosa (S. Abe & Yokote) J.A. Barnett, R.W. Payne & Yarrow, 1983
- Candida methylica Y.A. Trots. & Bykovsk., 1974
- Candida meyerae Van der Walt, 1982
- Candida michaelii S.O. Suh, N.H. Nguyen & M. Blackw., 2005
- Candida middelhoveniana Ribeiro, Carvalho, Cabral, Macrae, Mend.-Hagler, Berbara & Hagler, 2011
- Candida milleri Yarrow, 1978
- Candida mogii Vidal-Leir., 1967
- Candida mokoenaii Mokwena, E. Jansen & Myburgh, 2000
- Candida molendinolei Čadež, Turchetti & G. Péter, 2012
- Candida molischiana (Zikes) S.A. Mey. & Yarrow, 1978
- Candida monosa (Kluyver) Diddens & Lodder, 1942
- Candida montana Goto & Oguri, 1983
- Candida montrocheri M. Morelet, 1968
- Candida morakotiae Nakase, Jindam., Ninomiya, Imanishi & Kawasaki, 2009
- Candida mortifera Redaelli, 1925
- Candida mucifera Kock.-Krat. & E. Sláviková, 1988
- Candida mucilagina Phaff, Starmer, M. Miranda & M.W. Mill., 1980
- Candida multigemmis (Buhagiar) S.A. Mey. & Yarrow, 1978
- Candida musae (Nakase) S.A. Mey. & Yarrow, 1978
- Candida muscorum Di Menna, 1958
- Candida musiphila F.Y. Bai & S.A. Wang, 2008
- Candida mycetangii Kurtzman, 2000
- Candida mycoderma (Reess) Lodder & Kreger, 1952
- Candida naeodendra Van der Walt, Johannsen & Nakase, 1973
- Candida naganishii Nakase & M. Suzuki, 1985
- Candida nagoyaensis (Asai & Makig.) S.A. Mey. & Yarrow, 1978
- Candida namnaoensis Nakase, Jindam., Am-In, Ninomiya & H. Kawas., 2012
- Candida nanaspora Saëz & Rodr. Mir., 1988
- Candida natalensis Van der Walt & Tscheuschner, 1957
- Candida navarrensis (Moriyon & C. Ramírez) S.A. Mey. & Yarrow, 1978
- Candida neerlandica Kurtzman, Robnett & Yarrow, 2001
- Candida nemodendra (Van der Walt, Klift & D.B. Scott) S.A. Mey. & Yarrow, 1978
- Candida neomexicana Kurtzman, 2007
- Candida neorugosa Paredes, Deanna A. Sutton, Cano & Guarro, 2012
- Candida neustonensis C.F. Chang & S.M. Liu, 2010
- Candida nitida (Castell.) Basgal, 1931
- Candida nitrativorans Van der Walt, D.B. Scott & Klift, 1972
- Candida nitratophila (Shifrine & Phaff) S.A. Mey. & Yarrow, 1978
- Candida nivalis Di Menna, 1966
- Candida nivariensis Alcoba-Flórez, Méndez-Álv., Cano, Guarro, Pérez-Roth & Arévalo, 2005
- Candida nivea (Castell.) Basgal, 1931
- Candida nongkhaiensis Nakase, Jindam., Am-in & Limtong, 2011
- Candida nonsorbophila Nakase, Jindam., Am-in, Ninomiya, H. Kawas. & Limtong, 2009
- Candida northwykensis S.R. Ravella, N. Donovan, Shivaji, Arunasri, S.A. James, C.J. Bond, I.N. Roberts & P.J. Hobbs, 2011
- Candida norvegensis Dietrichson ex Uden & H.R. Buckley, 1970
- Candida norvegica (Reiersöl) S.A. Mey. & Yarrow, 1978
- Candida nouvelii Saëz, 1973
- Candida novakii G. Péter, Tornai-Leh. & T. Deák, 1997
- Candida novellus
- Candida odintsovae Babeva, Reshetova, Blagod. & Galimova, 1989
- Candida ogatae G. Péter, Tornai-Leh. & Dlauchy, 2009
- Candida oleae van Rij & Verona, 1949
- Candida olei (Tiegh.) Cif., Verona & Luparini, 1948
- Candida oleophila Montrocher, 1967
- Candida olivae Nisiotou, Panagou & Nychas, 2010
- Candida olivaria Santa María, 1958
- Candida onishii Kumbh., 1981
- Candida ontarioensis Kurtzman & Robnett, 1998
- Candida ooitensis Kumam. & Seriu, 1986
- Candida orba Starmer, Phaff, Ganter & Lachance, 2001
- Candida oregonensis Phaff & Carmo Souza, 1962
- Candida orthopsilosis Tavanti, A. Davidson, Gow, M. Maiden & Odds, 2005
- Candida osloensis Knutsen, V. Robert & M.T. Sm., 2007
- Candida osornensis C. Ramírez & A.E. González, 1984
- Candida ovalis Kumam. & M. Yamam., 1986
- Candida oxycetoniae F.Y. Bai & Z.H. Ji, 2009
- Candida pallodes S.O. Suh, N.H. Nguyen & M. Blackw., 2006
- Candida palmioleophila Nakase & Itoh, 1988
- Candida palmyrensis S.O. Suh & J.J. Zhou, 2010
- Candida paludigena Golubev & Blagod., 1981
- Candida pampelonensis (C. Ramírez & A.T. Martinez) S.A. Mey. & Yarrow, 1978
- Candida panamensis S.O. Suh, N.H. Nguyen & M. Blackw., 2006
- Candida panamericana S.O. Suh & M. Blackw., 2004
- Candida parachauliodes F.L. Hui & X.J. Liu, 2016
- Candida parakrusei (Castell.) Langeron & Guerra, 1938
- Candida paranaensis Negroni & I. Fisch., 1941
- Candida parapolymorpha Suh & Zhou, 2010
- Candida parapsilosis (Ashford) Langeron & Talice, 1932
- Candida pararugosa Nakase, Komag. & Fukaz., 1978
- Candida paratropicalis (Castell.) Basgal, 1931
- Candida parazyma Lachance, 2010
- Candida pelliculosa Redaelli, 1925
- Candida pellucidi Glushakova, Tomashevskaya & Kachalkin, 2020
- Candida peltata (Yarrow) S.A. Mey. & Ahearn, 1983
- Candida peoriensis Kurtzman, 2001
- Candida perieri (Matr. & E. Antoine) F.P. Almeida, 1933
- Candida periphelosum Nagas., Ono, Kudo & Harada, 1975
- Candida petrohuensis C. Ramírez & A.E. González, 1984
- Candida petrophilum I. Takeda, Iguchi, Tsuzuki & Nakano, 1972
- Candida philogaea Van der Walt & Johannsen, 1975
- Candida philyla (Van der Walt, Klift & D.B. Scott) S.A. Mey. & Yarrow, 1978
- Candida picachoensis S.O. Suh, C.M. Gibson & M. Blackw., 2004
- Candida piceae Kurtzman, 2000
- Candida picinguabensis Ruivo, Pagnocca, Lachance & C.A. Rosa, 2005
- Candida pignaliae (F.H. Jacob) S.A. Mey. & Yarrow, 1978
- Candida pilmaiquensis C. Ramírez & A.E. González, 1984
- Candida pimensis S.O. Suh, C.M. Gibson & M. Blackw., 2004
- Candida pini (Lodder & Kreger-van Rij) S.A. Mey. & Yarrow, 1978
- Candida pinicola Kurtzman, 2007
- Candida pinoyi (Castell.) Basgal, 1931
- Candida pinoysimilis (Castell.) Castell. & Jacono, 1933
- Candida pintolopesii (Uden) S.A. Mey. & Yarrow, 1978
- Candida placentae Goto, 1979
- Candida plutei S.O. Suh & M. Blackw., 2005
- Candida podzolica Babeva & Reshetova, 1975
- Candida polymorpha Y. Ohara & Nonom. ex M.T. Sm. & Batenburg-van der Vegte, 1986
- Candida polysorbophila Kurtzman, 2007
- Candida pomicola Kurtzman, Robnett & Yarrow, 2001
- Candida pomiphila Kurtzman et al.
- Candida ponderosae Kurtzman, 2001
- Candida populi Hagler, Mend.-Hagler & Phaff, 1989
- Candida potacharoeniae Nakase, Jindam., Imanishi, Am-In, Ninomiya, Kawasakii & Limtong, 2010
- Candida prunicola Kurtzman, 2001
- Candida pseudoaaseri Pfüller, Gräser, Erhard & M. Groenew., 2011
- Candida pseudobronchialis (Castell.) Berkhout
- Candida pseudocylindracea F.Y. Bai & Chen Wang bis, 2009
- Candida pseudofarinosa S. Mallet, S. Weiss, N. Jacques & Casarég., 2012
- Candida pseudoflosculorum M. Groenew., V. Robert & M.T. Sm., 2011
- Candida pseudoglaebosa M. Suzuki & Nakase, 1993
- Candida pseudohaemuli Sugita, M. Takash., Poonwan & Mekha, 2006
- Candida pseudohumilis F.Y. Bai, Q.M. Wang & J.P. Xu, 2009
- Candida pseudointermedia Nakase, Komag. & Fukaz., 1976
- Candida pseudojiufengensis F.Y. Bai & Z.H. Ji, 2009
- Candida pseudolambica M.T. Sm. & Poot, 1989
- Candida pseudolipolytica Blagodatskaya & Kock.-Krat., 1973
- Candida pseudorhagii Kurtzman, 2005
- Candida pseudorugosa F.Y. Bai & Juan Li, 2006
- Candida pseudotropicalis (Castell.) Basgal, 1931
- Candida pseudotumoralis Morquer, E. Puget & Bazex, 1954
- Candida pseudovanderkliftii Endoh, M. Suzuki, Benno & Futai, 2008
- Candida pseudoviswanathii Y.C. Ren, L.L. Xu, L. Zhang and F.L. Hui, 2015
- Candida psilosis (Ashford) F.P. Almeida, 1933
- Candida psychrofermentans J. Nishikawa & Iizuka, 1992
- Candida psychrophila (Goto, Sugiy. & Iizuka) S.A. Mey. & Yarrow, 1978
- Candida pulcherrima (Lindner) Windisch, 1938
- Candida pulmonalis (Castell.) Basgal, 1931
- Candida pulmonalis (Castell.) F.P. Almeida, 1933
- Candida punicea Komag. & Nakase, 1965
- Candida pustula (Buhagiar) S.A. Mey. & Yarrow, 1978
- Candida pyralidae Kurtzman, 2001
- Candida qingdaonensis F.L. Li & S.A. Wang, 2010
- Candida qinlingensis F.Y. Bai & H.Z. Lu, 2004
- Candida queiroziae R.O. Santos, R.M. Cadete, Badotti, Mouro, Wallheim, F.C.O. Gomes, Stambuk, Lachance & C.A. Rosa, 2011
- Candida quercitrusa S.A. Mey. & Phaff, 1998
- Candida quercuum Nakase, 1971
- Candida queretana T. Herrera & Ulloa, 1978
- Candida railenensis C. Ramírez & A.E. González, 1984
- Candida ralunensis C. Ramírez & A.E. González, 1984
- Candida rancensis C. Ramírez & A.E. González, 1984
- Candida requinyi E. Szép & E.K. Novák, 1963
- Candida restingae C.A. Rosa, Lachance, Starmer, J.S.F. Barker, J.M. Bowles & Schlag-Edl., 1999
- Candida reukaufii (Grüss) Diddens & Lodder, 1942
- Candida rhagii Jurzitza, Kühlwein & Kreger-van Rij, 1960
- Candida rhizophorensis Fell, M.H. Gut., Statzell & Scorzetti, 2011
- Candida rhoi (Castell. & Chalm.) F.P. Almeida, 1933
- Candida rignihuensis C. Ramírez & A.E. González, 1984
- Candida riodocensis Pimentel, Lachance & C.A. Rosa, 2005
- Candida rishiriensis Nakase, Imanishi, Ninomiya & M. Takash. , 2010
- Candida robnettiae M. Groenew., V. Robert & M.T. Sm., 2011
- Candida robusta Diddens & Lodder, 1942
- Candida rongomai-pounamu Padamsee, B.S. Weir, Petterson & P.K. Buchanan, 2017
- Candida rosea (Zenoni) F.P. Almeida, 1933
- Candida rotundata (Castell.) Basgal, 1931
- Candida ruelliae Saluja & G.S. Prasad, 2008
- Candida rugopelliculosa Nakase, 1971
- Candida rugosa (H.W. Anderson) Diddens & Lodder, 1942
- Candida sacchari Shehata, 1960
- Candida saccharicola (Santa María) M. Morelet, 1968
- Candida sagamina Nakase, M. Suzuki, Sugita, S.O. Suh & Komag., 1999
- Candida saitoana Nakase & M. Suzuki, 1985
- Candida sake (Saito & Oda) van Uden & H.R. Buckley, 1983
- Candida salmanticensis (Santa María) Uden & H.R. Buckley, 1983
- Candida salmonicola Komag. & Nakase, 1965
- Candida santamariae Montrocher, 1967
- Candida santjacobensis C. Ramírez & A.E. González, 1984
- Candida saopauloensis Ruivo, Pagnocca, Lachance & C.A. Rosa, 2006
- Candida savonica Sonck, 1974
- Candida schatavii (Kock.-Krat. & Ondrush.) S.A. Mey. & Yarrow, 1978
- Candida scorzettiae Middelhoven & Kurtzman, 2007
- Candida scottii Diddens & Lodder, 1942
- Candida sequanensis Saëz & Rodr. Mir., 1984
- Candida sergipensis R.C. Trindade, M.A. Resende, Lachance & C.A. Rosa, 2004
- Candida sharkensis Fell, M.H. Gut., Statzell & Scorzetti, 2011
- Candida shehatae H.R. Buckley & Uden, 1967
- Candida silvae Vidal-Leir. & Uden, 1963
- Candida silvanorum Van der Walt, Klift & D.B. Scott, 1971
- Candida silvatica (Van der Walt, Klift & D.B. Scott) S.A. Mey. & Yarrow, 1978
- Candida silvicola Shifrine & Phaff, 1956
- Candida silvicultrix Van der Walt, D.B. Scott & Klift, 1972
- Candida sinensis S.F. Lin & C.S. Tsou, 1977
- Candida sinolaborantium S.O. Suh, N.H. Nguyen & M. Blackw., 2005
- Candida slooffiae Uden & Carmo Souza, 1956
- Candida smithsonii S.O. Suh & M. Blackw., 2004
- Candida sojae Nakase, M. Suzuki, M. Takash., Yozo Miyak., Kagaya, Fukaz. & Komag., 1994
- Candida solani Lodder & Kreger, 1952
- Candida soli Okuma & Goto, 1987
- Candida solicola A. Endo, Okuma & Goto, 1987
- Candida sonckii Hopsu-Havu, Tunnela & Yarrow, 1978
- Candida sonorensis (M.W. Mill., Phaff, M. Miranda, Heed & Starmer) S.A. Mey. & Yarrow, 1978
- Candida soosii E.K. Novák, 1964
- Candida sophiae-reginae C. Ramírez & A.E. González, 1984
- Candida sorbophila (Nakase) S.A. Mey. & Yarrow, 1978
- Candida sorbosa L.R. Hedrick & Burke ex van Uden & H.R. Buckley, 1970
- Candida sorbosivorans S.A. James, C.J. Bond & I.N. Roberts, 2001
- Candida sorboxylosa Nakase, 1971
- Candida spandovensis (Henninger & Windisch) S.A. Mey. & Yarrow, 1978
- Candida spenceri Nakase, Jindam., Imanishi, Am-In, Ninomiya, Kawasaki & Limtong, 2010
- Candida spencermartinsiae Statzell-Tallman, Scorzetti & Fell, 2010
- Candida sphaerica (B.W. Hammer & Cordes) S.A. Mey. & Yarrow, 1978
- Candida sphagnicola Kachalkin & Yurkov, 2011
- Candida steatolytica Yarrow, 1969
- Candida stellata (Kroemer & Krumbholz) S.A. Mey. & Yarrow, 1978
- Candida stellatoidea (C.P. Jones & D.S. Martin) Langeron & Guerra, 1939
- Candida stellimalicola M. Suzuki, Nakase & Komag., 1994
- Candida stri S.O. Suh, N.H. Nguyen & M. Blackw., 2006
- Candida suaveolens (Lindner) Langeron & Guerra, 1938
- Candida subhashii M. Groenew., Sigler & S. Richardson, 2009
- Candida subtropicalis Nakase, Fukaz. & Tsuchiya, 1972
- Candida succicola Nakase, Jindam., Am-in & Limtong, 2011
- Candida succiphila J.D. Lee & Komag., 1980
- Candida suecica Rodr. Mir. & Norkrans, 1968
- Candida suthepensis Saks., M. Suzuki, Lumyong, Ohkuma & Chantaw., 2012
- Candida suzukii G. Péter, Tornai-Leh., Fülöp & Dlauchy, 2003
- Candida taiwanensis F.L. Lee, W.H. Hsu & J.J. Hua, 1989
- Candida takamatsuzukensis Nagats., Kiyuna, Kigawa & Sugiy., 2009
- Candida taliae S.O. Suh & M. Blackw., 2004
- Candida tallmaniae M. Groenew., M.T. Sm. & V. Robert, 2011
- Candida tammaniensis Kurtzman & Robnett, 1998
- Candida tannotolerans (F.H. Jacob) S.A. Mey. & Yarrow, 1978
- Candida tanticharoeniae Nakase, Jindam., Am-In, Ninomiya & Kawasaki, 2010
- Candida tanzawaensis Nakase & Itoh, 1988
- Candida tartarivorans A. Fonseca, Fell, Kurtzman & Spenc.-Mart., 2000
- Candida taylorii Statzell-Tallman, Scorzetti & Fell, 2010
- Candida temnochilae S.O. Suh, N.H. Nguyen & M. Blackw., 2005
- Candida tenuis Diddens & Lodder, 1942
- Candida tepae Grinb., 1967
- Candida terebra Sugiy. & Goto, 1969
- Candida terraborum S.O. Suh & M. Blackw., 2004
- Candida tetrigidarum S.O. Suh, N.H. Nguyen & M. Blackw., 2008
- Candida theae Chang et al., 2012[8]
- Candida tibetensis F.Y. Bai & Z.W. Wu, 2006
- Candida tocantinensis Barbosa et al., 2012
- Candida tocantinsensis Barbosaet al., 2011
- Candida torresii (Uden & Zobell) S.A. Mey. & Yarrow, 1978
- Candida touchengensis C.F. Lee & Nakase, 2011
- Candida transvaalensis Kurtzman, 2007
- Candida triadis (Langeron & Talice) Langeron & Guerra, 1938
- Candida tritomae S.O. Suh, N.H. Nguyen & M. Blackw., 2006
- Candida tropicalis (Castell.) Berkhout, 1923
- Candida trypodendri Kurtzman & Robnett, 1998
- Candida tsuchiyae Nakase & M. Suzuki, 1985
- Candida tsukubaensis Onishi, 1972
- Candida tumulicola Nagats., Kiyuna, R. Kigawa & Sugiy., 2009
- Candida tunisiensis Eddouzi, V. Hofst., M. Groenew., Manai & Sanglard, 2013
- Candida ubatubensis Ruivo, Pagnocca, Lachance & C.A. Rosa, 2005
- Candida ulmi Kurtzman, 2000
- Candida utilis (Henneberg) Lodder & Kreger, 1952
- Candida vaccinii Tokuoka, Ishit., Goto & Komag., 1987
- Candida vadensis Middelhoven & Kurtzman, 2007
- Candida valdiviana Grinb. & Yarrow, 1970
- Candida valida (Leberle) Uden & H.R. Buckley, 1983
- Candida vanderkliftii Endoh, M. Suzuki, Benno & Futai, 2008
- Candida vanderwaltii (Vidal-Leir.) S.A. Mey. & Yarrow, 1978
- Candida vanrijiae Capr., 1958
- Candida variabilis (Lindner) Berkhout, 1923
- Candida vartiovaarae (Capr.) Uden & H.R. Buckley, 1983
- Candida vaughaniae M. Groenew., M.T. Sm. & V. Robert, 2011
- Candida verbasci M. Sipiczki, 2013
- Candida veronae G. Florenz. ex Uden & H.R. Buckley, 1970
- Candida versatilis (Etchells & T.A. Bell) S.A. Mey. & Yarrow, 1978
- Candida vespimorsuum Padamsee, B.S. Weir, Petterson & P.K. Buchanan, 2017
- Candida vinaria Y. Ohara, Nonom. & Yunome ex M.T. Sm., 1973
- Candida vini (Vallot ex Desm.) van Uden & H.R. Buckley, 1983
- Candida viswanathii Viswanathan & H.S. Randhawa ex R.S. Sandhu & H.S. Randhawa, 1962
- Candida vulgaris Berkhout, 1923
- Candida wancherniae Nakase, Jindam., Ninomiya, Imanishi & Kawasaki, 2009
- Candida wickerhamii (Capr.) S.A. Mey. & Yarrow, 1978
- Candida wounanorum S.O. Suh & M. Blackw., 2004
- Candida wuzhishanensis F.Y. Bai & Chen Wang bis, 2009
- Candida wyomingensis Kurtzman, 2000
- Candida xestobii Jurzitza ex Yarrow & S.A. Mey., 1978
- Candida xiaguanensis F.L. Hui & X.J. Liu, 2016
- Candida xylopsoci Kurtzman, 2001
- Candida xylosifermentans Kaewwich., Khunnamw., Am-In, Jindam., M. Groenew. & Limtong, 2019
- Candida xyloterini S.O. Suh & J.J. Zhou, 2010
- Candida yokotsukaensis Yokots. & Goto, 1955
- Candida yuchorum S.O. Suh & M. Blackw., 2004
- Candida yunnanensis F.L. Hui & L.N. Huang, 2019
- Candida zemplinina Sipiczki, 2003
- Candida zeylanica (Castell.) Basgal, 1931
- Candida zeylanoides (Castell.) Langeron & Guerra, 1938

- C. albicans
- C. ascalaphidarum
- C. amphixiae
- C. antarctica
- C. argentea
- C. atlantica
- C. atmosphaerica
- C. auris
- C. blankii
- C. blattae
- C. bracarensis
- C. bromeliacearum
- C. carpophila
- C. carvajalis[7]
- C. catenulata
- C. cerambycidarum
- C. chauliodes
- C. corydali
- C. dosseyi
- C. dubliniensis
- C. ergatensis
- C. fructus
- C. glabrata
- C. fermentati
- C. guilliermondii
- C. haemulonii
- C. humilis
- C. insectamens
- C. insectorum
- C. intermedia
- C. jeffresii
- C. kefyr
- C. keroseneae
- C. krusei
- C. lusitaniae
- C. lyxosophila
- C. maltosa
- C. marina
- C. membranifaciens
- C. mogii
- C. oleophila
- C. oregonensis
- C. parapsilosis
- C. quercitrusa
- C. rhizophoriensis
- C. rugosa
- C. sake
- C. sharkiensis
- C. shehatea
- C. temnochilae
- C. tenuis
- C. theae[8]
- C. tolerans
- C. tropicalis
- C. tsuchiyae
- C. sinolaborantium
- C. sojae
- C. subhashii
- C. viswanathii
- C. utilis
- C. ubatubensis
- C. zemplinina

## Taxonomie
Le nom correct complet (avec auteur) de ce taxon est Candida Berkhout, 1923.
Candida a pour synonymes :
- Azymocandida E.K. Novák & Zsolt, 1961
- Azymoprocandida E.K. Novák & Zsolt, 1961
- Candida Berkhout, 1923
- Candida Cif. & Redaelli (?)
- Castellania C.W. Dodge, 1935
- Enantiothamnus Pinoy, 1911
- Endoblastoderma B. Fisch. & Brebeck, 1894
- Endoblastomyces Odinzowa ex Kudryavtsev, 1960
- Epochnium Link, 1809
- Geotrichoides Langeron & Talice, 1932
- Halobyssus Zukal, 1893
- Microanthomyces Grüss, 1926
- Myceloblastanon subgen. Blastodendrion M. Ota, 1924
- Myceloblastanon M. Ota, 1924
- Mycocandida Langeron & Talice, 1932
- Mycocryptococcus Pollacci & Nann., 1927
- Mycotoruloides Langeron & Talice, 1932
- Myzeloblastenon M. Ota (1924), 1924
- Parasaccharomyces Beurm. & Gougerot, 1909
- Parendomyces Beurm. & Gougerot, 1909
- Procandida E.K. Novák & Zsolt, 1961
- Pseudomonilia A. Geiger, 1910
- Syringospora Quinq., 1868
- Thailandia Vardhan., 1959